# 파비피라비르
파비피라비르(Favipiravir) 또는 아비간(일본어: アビガン, Avigan), T-705, 파빌라비르(favilavir)는 일본 후지필름 계열사인 도야마화학공업 사에서 개발한 RNA 바이러스 항바이러스제이다. 다른 유사 실험적 항바이러스제인 T-1105와 T-1106처럼 피라진카복시아미드 유도체에 해당한다. 동물 실험에서는 파비피라비르가 인플루엔자 바이러스, 웨스트나일바이러스, 황열, 구제역 바이러스 외에도 기타 플라비바이러스, 아레나바이러스, 버니바이러스목, 알파바이러스에 활성화한다는 것이 밝혀졌다. 그 외에 엔테로바이러스와 리프트밸리열에 대해서도 효과가 있다는 것이 밝혀졌다. 또한 동물실험에서 지카바이러스에 대해 약간의 효능이 있는 것으로보였으나 MK-608 같은 다른 항바이러스제보다는 효과가 떨어진다는 것이 밝혀졌다. 광견병에 대해서도 약간의 효능을 보였으며 광견병에 감염된 인간에게 일부 실험용으로 약물이 투입된 적이 있었다.
2020년 2월부터는 코로나바이러스감염증-19에 대한 실험적 치료를 위해 연구중에 있다. 3월 17일에는 중국 우한과 선전에서 사용한 결과 코로나바이러스감염증-19 치료에 효과적이라고 발표했다. 하지만 미국 보건부 등 다른 연구에서는 치료 효과가 없으며 부작용이 많다고 지적하고 있다.

## 개요
파비피라비르는 도야마 화학의 에가와 히로유키 등이 합성해, 고다 요스케 등이 항인플루엔자 활성을 발견했다. 도야마 대학 의학부 시라키 기미야스 등이 인플루엔자 감염 마우스에서의 효능을 확인하고 타미플루보다 강한 치료효과를 갖고 있다는 점, 약제내성을 야기하지 않는 것을 발견했다.
파비피라비르는 전구 약물로, 투여 후 in vivo(생체 내) 환경에서 삼인산화되어, 파비피라비르 리보플라노실-5'-삼인산(favipiravir-RTP)으로 되며, 이것은 RNA 바이러스의 RNA 의존성 RNA 중합 효소(RdRP, RNA 복제 효소)의 퓨린 염기(아데노신 및 구아노신)와 경합하여, 결합된 부위 이후의 RNA 사슬의 신장을 억제하는 연장 저해제로 작동한다.
in vitro(시험관 내) 환경에서 파비피라비르는 충분한 삼인산화를 받을 수 없기 때문에 50% 효과 농도(EC50 값) 등을 기준으로 한 효과 평가에서 다른 약물보다 효과가 떨어진다고 판정될 수 있다(에볼라 출혈열 바이러스, 2019년 신종 코로나바이러스 ).
항인플루엔자 바이러스 약물로는 세포내에서 바이러스 RNA의 복제를 방해함으로써 증식을 막는 메커니즘으로, 타미플루 등 기존 약물과는 작용 기전이 다르다. 따라서 인플루엔자 바이러스의 종류에 상관없이 항바이러스 작용을 기대할 수 있다. (예를 들어 타미플루는 B형 인플루엔자 바이러스에 대해서는 효과가 떨어지고 C형 인플루엔자 바이러스에는 효과가 없다.)
또한 인플루엔자 바이러스뿐만 아니라 에볼라 출혈열 바이러스와 노로바이러스, SFTS 바이러스 등에 대한 적용성에 대한 시험·연구도 진행되었으며, 케임브리지 대학교 교수 이언 굿펠로우 연구팀은 2014년 10월 21일 마우스를 이용한 실험에서 노로바이러스의 감소·소실을 확인했다고 발표했다. 또한 웨스트나일열, 황열 바이러스 등 RNA 바이러스에도 효과가 있는 것으로 생각되며, 연구팀은 치료뿐만 아니라 감염 예방에도 효과적일 수 있다고 언급했다.
2020년 2월 22일, 일본 후생노동성 장관은 코로나바이러스감염증-19 치료의 일환으로 투여할 생각을 보였다.

## 작용 방식
이 약물은 바이러스성 RNA 의존 RNA 중합효소의 선택적 억제제 역할을 하는 것으로 추정된다. 다른 연구에서는 파비피라비르가 치명적인 RNA 전이 돌연변이를 유도하여 바이러스 표현형을 생존할 수 없게 만드는 것으로 추정하고 있다. 파비피라비르는 경구 및 정맥주사 형태로 투입되면 체내에서 활성상태인 favipiravir-ribofuranosyl-5'-triphosphate (favipiravir-RTP)로 대사되는 전구체이다. 이 과정에 인간 히포크산틴포스포리보실전달효소(HGPRT)가 중요한 역할을 하는 것으로 추정된다. 파비피라비르는 포유류의 RNA나 DNA의 합성을 억제하진 않는 것으로 추정된다. 2014년엔 일본에서 인플루엔자 범유행 대비 비축약물로 선정되었다. 하지만 파비피라비르가 일차 인간기도세포에서 효과가 없으며 인플루엔자 치료에는 효과가 없다는 연구도 나오고 있다.

## 같이 보기
- 갈리데시비르
- 브린시도포비르
- FGI-106
- JK-05
- 렘데시비르